# PDC Qualifying School

Logo der PDC

Die PDC Qualifying School (kurz: Q-School) ist eine Turnierveranstaltung im Darts, bei der sich Amateure für die Profitour (PDC Pro Tour) qualifizieren können. Die Q-School wurde 2011 von der Professional Darts Corporation (PDC) eingeführt. Im gleichen Jahr führte die World Professional Billiards & Snooker Association (WPBSA) eine ähnliche, Q School genannte Qualifikation für professionelle Snooker-Spieler ein.

## Anfänge
Seit dem Jahr 2011 besteht das System, dass Dartsprofis, welche an den wichtigen Turnieren der PDC teilnehmen wollen, über eine sogenannte Tour Card (Tourkarte) verfügen müssen, zeitgleich wurde festgelegt, dass jedes Jahr maximal 128 Spieler eine solche Tourkarte besitzen dürfen. Ein neuer Spieler kann also nur in den Besitz einer Tourkarte kommen, nachdem zuvor ein anderer seine verloren, oder freiwillig abgegeben hat. Neue Tourkarten werden immer nur zu Beginn einer Saison ausgegeben. Die Darts-Turniersaison beginnt im Februar eines Jahres und endet mit dem WM-Finale, welches traditionell an, oder kurz nach Neujahr ausgetragen wird.
Mit einer Tourkarte ist ein Spieler berechtigt, für zwei Jahre alle Players Championships und alle UK Open Qualifiers zu spielen, zudem führt der Weg zu zahlreichen gut dotierten Turnierveranstaltungen über den Tour Card Holder Qualifier, einen Ausscheidungswettbewerb, an dem nur Besitzer einer gültigen Tour Card teilnehmen dürfen.
Nach den PDC World Darts Championship 2011 erhielten die besten 101 Spieler der PDC Order of Merit sowie die zwei Finalistinnen der PDC Women’s World Darts Championship 2010 eine Tourkarte. Die restlichen 25 Spielberechtigungen wurden im Anschluss an die WM bei der neu eingeführten Q-School ausgespielt.
Seither gilt das Prinzip, dass nach Saisonende die besten 64 Spieler der PDC Order of Merit, sowie alle Spieler, die mit ihrer aktuellen Tourkarte erst eine Saison gespielt haben, ihre Tourkarten behalten dürfen, sofern sie diese nicht freiwillig, z. B. aus Altersgründen, abgeben. Alle anderen verlieren ihre Tourkarte und müssen sich diese über die Q-School „zurück erspielen“, um weiter auf der Pro Tour spielen zu dürfen. Zusätzlich besteht natürlich die Möglichkeit, dass die PDC einem Spieler seine Tourkarte entzieht. Dies geschah bisher aber erst ein einziges einmal: Dem Australier Corey Cadby wurde Anfang 2024 nach 12 Monaten ohne Turnierteilnahme die Tourkarte wegen „Inaktivität“ entzogen.
Neue Tourkarten werden aktuell jährlich an die jeweils beiden Bestplatzierten der Development- und Challenge Tour vergeben, jahrelang erhielten auch die Halbfinalisten der – inzwischen eingestellten –  BDO-Weltmeisterschaft eine PDC-Tourkarte.
Die restlichen Tourkarten werden über die Q-School vergeben.
Bis 2013 wurde die Q-School im Metrodome in der englischen Stadt Barnsley ausgetragen.
Bei der Q-School im Jahr 2014 gab es eine Besonderheit: Spieler, welche sich die Tour Card „zurück erspielen“ mussten, erhielten sie bei Erfolg für nur ein Jahr. Diese Neuregelung konnte sich aber nicht durchsetzen und wurde bereits im Folgejahr wieder verworfen.

## Modus der Q-School
Der Modus der Q-School wurde mehrfach leicht verändert. Die aktuelle Regelung gilt seit 2022.
Bei der Q-School, die immer am Anfang eines jeden Kalenderjahres im Anschluss an die WM veranstaltet wird, werden die verfügbaren Tour Cards für die folgenden zwei Jahre vergeben. Spieler ohne Tour Card treten in der rangniedrigeren PDC Challenge Tour, der PDC Development Tour für unter 25-jährige Spieler, oder bei anderen, nicht von der PDC organisierten Turnieren an. Die World Darts Federation (WDF) ist der zweite große Veranstalter von Dartsturnieren auf internationalem Niveau und konkurriert teilweise mit der PDC.
Aufgrund stetig steigender Teilnehmerzahlen wurde die Q-School im Jahr 2018 zweigeteilt, seither finden zeitgleich parallel die UK Q-School in England sowie die European Q-School auf dem europäischen Festland (zumeist in Deutschland) statt, die verfügbaren Tourkarten werden proportional zu den Anmeldezahlen auf beide Wettbewerbe aufgeteilt.
Teilnahmeberechtigt für die beiden Q-Schools sind Spieler aus folgenden Ländern:
- UK Q-School: Vereinigtes Königreich, Irland, Gibraltar
- European Q-School: Alle weiteren europäischen Länder

Spieler außerhalb Europas dürfen frei entscheiden, an welcher der beiden Q-Schools sie teilnehmen möchten.
Das Startgeld für die Q-School beträgt 475 britische Pfund (Stand: 2025) und das Mindestalter liegt bei 16 Jahren. Bei einem Gewinn einer Tour Card wird nochmals eine einmalige Gebühr von 100 Pfund fällig. Alle Spieler der Q-School, die mindestens an einem Tag gespielt haben, sind für das Kalenderjahr von Startgeldern bei Turnieren der PDC befreit. Spieler aus Süd- und Westeuropa, die nicht an der Q-School teilgenommen haben, können jedoch gegen ein Startgeld an zwei Turnieren der European Darts Tour teilnehmen.
Der Verlauf UK Q-School, bzw. der European Q-School erfolgt nach dem gleichen Schema:
Der Wettbewerb ist in zwei Phasen unterteilt, Phase 1 geht über die ersten drei Tage, Phase 2 nimmt die folgenden vier Tage ein.

### Phase 1
In Phase 1 wird an jedem der drei Tage ein Ausscheidungsturnier im KO-Modus bis zum Achtelfinale ausgetragen. Sämtliche Begegnungen werden ohne Setzliste frei ausgelost, es sind 5 gewonnene Legs für den Matchgewinn, und das Vorrücken in die nächste Runde nötig, Verlierer scheiden aus. Die Spiele werden parallel an bis zu 32 Dartboards ausgetragen.
Der Turniertag beginnt mit einer Vorrunde, welche nur dazu dient, ein „sauberes“, also durch 2 teilbares, symmetrisches Spieltableau für die Folgerunden zu erhalten. Da beispielsweise im Jahr 2023 jeweils etwas über 400 Teilnehmer gemeldet waren, war die Vorrunde die „Runde der 512“, dem nächsten Vielfachen von 2, die über der Teilnehmerzahl liegt. Die jeweils fehlenden Teilnehmerplätze bis 512 werden mit Freilosen aufgefüllt, so dass manche Teilnehmer kampflos ins Hauptfeld aufrücken.
Nach der Vorrunde sind 256 Teilnehmer übrig, von nun an ist jeder Matchgewinn einen Punkt wert, und auch die gewonnenen Legs gehen in die Order of Merit dieser Turnierphase ein. Fünf Runden später stehen die acht Sieger der Achtelfinals fest, diese qualifizieren sich für Phase 2, und der Spieltag ist beendet. An Tag 2 beginnt eine neue Vorrunde, das Teilnehmerfeld reduziert sich um die acht Sieger des Vortages. Tag 3 läuft nach dem gleichen Muster ab, ohne die Sieger der Tage 1 und 2.

### Phase 2
Am vierten Tag beginnt die Phase 2 („Final Stage“) des Turnieres. An ihr nehmen je Region anfangs 128 Spieler teil. Das Teilnehmerfeld der Final Stage sind einige Teilnehmer bereits gesetzt:
- Spieler, die mit Ablauf des Vorjahres ihre PDC Tour Card verloren haben, und sich diese „zurück erspielen“ müssen.
- Top 16 der PDC Challenge Tour des Vorjahres
- Top 16 der PDC Development Tour des Vorjahres
- Top 8 der PDC Women’s Series des Vorjahres
- Top 8 der PDC Nordic & Baltic Tour des Vorjahres

Spieler, die sich über die Challenge Tour, Development Tour, Women’s Series oder Nordic & Baltic Tour qualifiziert haben, sind von der oben genannten Teilnahmegebühr befreit. Die Spieler, die sich über einen der fünf genannten Wege direkt für die Final Stage qualifiziert haben, werden entsprechend ihrer Nationalität einer Q-School zugeordnet. Hinzu kommen die 24 Tagessieger der First Stage der jeweiligen Q-School. Anhand der Order of Merit der First Stage der jeweiligen Q-School wird das Teilnehmerfeld dann auf 128 ergänzt.
Diese 128 Teilnehmer spielen an insgesamt vier Tagen jeweils einen Tagessieger im K.-o.-System aus. Nun werden sechs gewonnene Legs für den Matchsieg benötigt. Ein Tagessieger erhält eine PDC Tour Card und scheidet aus dem weiteren Wettbewerb aus. Folglich treten am zweiten Tag der Final Stage noch maximal 127 Spieler und an den Folgetagen 126 bzw. 125 Spieler an. Die erste Runde wird dann jeweils durch Freilose auf 128 erweitert, sodass in der zweiten Runde 64 Spieler verbleiben. In Phase 2 wird eine neue Q-School Order of Merit erstellt, Ergebnisse aus Phase 1 haben keine Wertigkeit mehr. Turnierrunden, in denen Spieler Freilose erhalten, werden bei der Order of Merit-Berechnung nicht berücksichtigt.
Nach Abschluss beider Q-Schools haben insgesamt acht Tagessieger je eine Tour Card erhalten. Die übrigen freien Tour Cards werden entsprechend der Teilnehmerzahlen gequotelt auf beide Wettbewerbe aufgeteilt und gemäß der jeweiligen Order of Merit vergeben. Da im Jahr 2023 erstmals die UK-Ausgabe geringfügig weniger Teilnehmer aufweist, als das Gegenstück auf dem Festland, gingen nur 9 der 19 noch verfügbaren Tour Cards an die Plätze 1–9 der UK Order of Merit, wogegen in der Europa-Ausgabe sogar zehn Tour Cards über die Order of Merit vergeben wurden. Das primäre Entscheidungskriterium ist die Anzahl gewonnener Spiele. Als Tie-Breaker wird die Bilanz gewonnener und verlorener Legs herangezogen.

## Bisherige Tourkarten-Gewinner bei der Q School
| Jahr | Ort                           | Tag 1                                                         | Tag 2                                                       | Tag 3                                                        | Tag 4                                                      | Order of Merit |
| ---- | ----------------------------- | ------------------------------------------------------------- | ----------------------------------------------------------- | ------------------------------------------------------------ | ---------------------------------------------------------- | --- |
| 2011 | Robin Park Arena, Wigan       | James Richardson Shane O’Connor Shaun Griffiths Dave Chisnall | Devon Petersen Michael Rosenauer Brian Woods Magnus Caris   | Matt Jackson Dyson Parody Mickey Mansell John Henderson      | Mick Todd Peter Hudson Ian Jopling Prakash Jiwa            | Andy Brown Adam Smith-Neale Mark Jodrill Jason Crawley Terry Temple Mark Jones Ken Dobson Jimmy Mann Paul Rowley |
| 2012 | Metrodome, Barnsley           | Richie Howson Andrew Cornwall Darren Whittingham Tony West    | Steve West Stuart Kellett Michael Barnard Kurt Van de Rijck | Dean Winstanley Jeff Smith Adrian Gray Andrew Gilding        | Dave Smith Johnny Haines Jamie Lewis Bernd Roith           | John Bowles Gino Vos Andy Jenkins Matt Clark Joe Murnan Gary Butcher Stephen Hardy Keegan Brown Mareno Michels Ross Smith Matthew Edgar Nick Fulwell Daniel Starkey Connie Finnan Gaz Cousins Gareth Pass Tony Littleton John Scott Paddy Meaney Steve Grubb Jim Walker Liam Kelly Les Wallace Keith Stephen                                               |
| 2013 | Robin Park Arena, Wigan       | Jyhan Artut Ricky Evans Ken MacNeil Charl Pietersen           | Louis Blundell Daryl Gurney Jani Haavisto Ian Walters       | Marc Dewsbury Ronny Huybrechts Campbell Jackson Andree Welge | Steve Coote Royden Lam Kevin McDine Joey Palfreyman        | Martyn Turner David Pallett Dan Russell Edwin Max Paul Amos Ryan de Vreede Kirk Shepherd Kevin Dowling Darren Johnson |
| 2014 | Robin Park Arena, Wigan       | Kyle Anderson Benito van de Pas Toni Alcinas Andrew Gilding   | Tomas Seyler Andy Parsons Gerwyn Price Dave Bird            | Gary Stone Matt Padgett Robert Owen Tony Newell              | Steve West Nigel Heydon Joe Murnan Jason Hogg              | Brian Woods Zoran Lerchbacher Mick Todd Pete Dyos Keegan Brown Stuart White Steve Grubb Ian Moss Rowby-John Rodriguez Christian Kist Jim Walker Dave Ladley Mareno Michels Mark Barilli Jamie Bain Michael Barnard David Dodds Steve Hine Terry Temple Ross Twell Stuart Anderson Conan Whitehead Mark Cox William O’Connor Joey ten Berge Kevin Voornhout |
| 2015 | Robin Park Arena, Wigan       | Nigel Heydon Alan Norris Jeffrey de Zwaan Mike Zuydwijk       | Matthew Edgar Andy Jenkins Jason Lovett Devon Petersen      | Steve Douglas Steve West James Wilson Jason Wilson           | Nathan Derry Jamie Robinson Jonny Clayton Magnus Caris     | Andy Boulton Ken MacNeil Jermaine Wattimena Nathan Aspinall Prakash Jiwa Chris Dobey Steve McNally Haruki Muramatsu Lee Palfreyman Tony Richardson Stephen Willard Darren Johnson Robbie Green Jim Walker William O’Connor Johnny Haines Curtis Hammond Paul Milford                                                                                       |
| 2016 | Robin Park Arena, Wigan       | John Bowles Simon Stevenson Andy Parsons Ricky Williams       | James Richardson Jonathan Worsley Ted Evetts Ryan Meikle    | Tony Newell Brian Woods Jeffrey de Graaf Ray Campbell        | Ryan Palmer Ross Smith Yordi Meeuwisse Vincent Kamphuis    | Mark Walsh John Michael Dick van Dijk Harry Robinson Mark Barilli Matt Clark Terry Temple Darren Brown Dennis Smith Mick McGowan Simon Preston Matthew Dennant Robert Owen Ron Meulenkamp |
| 2017 | Robin Park Arena, Wigan       | Prakash Jiwa Lee Bryant Stephen Burton Jim Brown              | Maik Langendorf Richard North Ritchie Edhouse Royden Lam    | John Part Richie Burnett Scott Taylor Steve Lennon           | Martin Schindler Kirk Shepherd Toni Alcinas Paul Nicholson | Jamie Bain Jimmy Hendriks Ronnie Baxter Steve Hine Sven Groen Paul Rowley Scott Darbyshire Michael Mansell Chris Quantock John Norman Jnr Darren Johnson Madars Razma |
| 2018 | Robin Park Arena, Wigan       | Eddie Dootson Corey Cadby                                     | Alan Tabern Robert Owen                                     | Arron Monk George Killington                                 | Bradley Brooks Dawson Murschell                            | Nathan Aspinall Ross Smith Terry Temple Ryan Harrington Simon Stevenson Gary Eastwood John Goldie Matthew Edgar Ryan Meikle Ryan Joyce Kevin Burness Tony Newell Luke Woodhouse Peter Hudson Mark Wilson |
| 2018 | Halle39, Hildesheim           | Jeffrey de Zwaan                                              | Mario Robbe                                                 | Tytus Kanik                                                  | Gabriel Clemens                                            | Danny Noppert Robert Marijanović Dirk van Duijvenbode Vincent Kamphuis José Justicia Davy Van Baelen |
| 2019 | Robin Park Arena, Wigan       | Jamie Hughes Harry Ward                                       | Scott Baker Mark McGeeney                                   | Reece Robinson Matt Clark                                    | Nathan Derry Kirk Shepherd                                 | Jonathan Worsley Carl Wilkinson Glen Durrant Gavin Carlin Joe Murnan Adrian Gray Andy Boulton Jamie Bain David Pallett Conan Whitehead Barrie Bates |
| 2019 | Halle39, Hildesheim           | Niels Zonneveld                                               | Mike van Duivenbode                                         | Christian Bunse                                              | Darius Labanauskas                                         | Madars Razma Marko Kantele Yordi Meeuwisse Vincent van der Meer John Michael José de Sousa Maik Kuivenhoven |
| 2020 | Robin Park Arena, Wigan       | Jason Lowe Gary Blades                                        | Kai Fan Leung Bradley Brooks                                | Jeff Smith Aaron Beeney                                      | Nick Kenny Scott Waites                                    | Adam Hunt Ryan Murray Peter Jacques Damon Heta Andy Hamilton Alan Tabern Wayne Jones William Borland Martin Atkins Steve Brown Darren Penhall Lisa Ashton |
| 2020 | Halle39, Hildesheim           | Harald Leitinger                                              | Mike De Decker                                              | Karel Sedláček                                               | Steffen Siepmann                                           | Dirk van Duijvenbode Wesley Harms Derk Telnekes Martijn Kleermaker Daniel Larsson Boris Krčmar Krzysztof Kciuk |
| 2021 | Marshall Arena, Milton Keynes | Kirk Shepherd                                                 | Jason Heaver                                                | Jake Jones                                                   | Scott Mitchell                                             | Jack Main Andrew Gilding Martin Lukeman Lewis Williams Eddie Lovely Alan Soutar Joe Murnan Gordon Mathers Peter Hudson Jonathan Worsley Brett Claydon John Brown Danny Baggish |
| 2021 | H+ Hotel, Niedernhausen       | Geert De Vos                                                  | Geert Nentjes                                               | Florian Hempel                                               | Boris Kolzow                                               | Martin Schindler Niels Zonneveld Raymond van Barneveld Zoran Lerchbacher Adam Gawlas Michael Unterbuchner John Michael Robert Marijanović |
| 2022 | Marshall Arena, Milton Keynes | James Wilson                                                  | Darren Webster                                              | Ross Montgomery                                              | Josh Rock                                                  | Jamie Clark Ted Evetts Connor Scutt Richie Burnett Kevin Burness Scott Waites Nathan Rafferty Cameron Menzies John O’Shea George Killington Mickey Mansell Nick Fullwell Shaun Wilkinson |
| 2022 | H+ Hotel, Niedernhausen       | José Justicia                                                 | Brian Raman                                                 | Luc Peters                                                   | Krzysztof Kciuk                                            | Mario Vandenbogaerde Jules van Dongen Kevin Doets Tony Martinez Danny Jansen Radek Szagański Damian Mol Jimmy Hendriks Ricardo Pietreczko Vladimir Andersen Rowby-John Rodriguez |
| 2023 | Marshall Arena, Milton Keynes | Arron Monk                                                    | Graham Usher                                                | Josh Payne                                                   | Adam Smith-Neale                                           | Dylan Slevin Lee Evans Stephen Burton Nick Kenny Keegan Brown Adam Warner Graham Hall Callum Goffin Christian Perez |
| 2023 | Wunderland, Kalkar            | Jeffrey Sparidaans                                            | Corey Cadby                                                 | Jeffrey De Zwaan                                             | Robbie Knops                                               | Maik Kuivenhoven Richard Veenstra Niels Zonneveld Pascal Rupprecht Ronny Huybrechts Karel Sedláček Jacques Labre Daniel Klose Gian van Veen Owen Roelofs |
| 2024 | Marshall Arena, Milton Keynes | Steve Lennon                                                  | Robert Grundy                                               | Leighton Bennett                                             | Dom Taylor                                                 | Matthew Dennant William Borland Joshua Richardson James Hurrell George Killington Danny Lauby Rhys Griffin Brett Claydon Darren Beveridge Adam Hunt |
| 2024 | Wunderland, Kalkar            | Martijn Dragt                                                 | Jelle Klaasen                                               | Andy Baetens                                                 | Jeffrey de Graaf                                           | Haupai Puha Jules van Dongen Radek Szagański Chris Landman Patrick Geeraets Jitse van der Wal Paul Krohne Benjamin Drue Reus Mario Vandenbogaerde Lukas Wenig Thibault Tricole Michele Turetta Tim Wolters |
| 2025 | Marshall Arena, Milton Keynes | Tom Bissell                                                   | Justin Hood                                                 | Tavis Dudeney                                                | Jim Long                                                   | Bradley Brooks Darryl Pilgrim Greg Ritchie Adam Lipscombe Adam Paxton Cam Crabtree Adam Warner Andy Boulton Thomas Lovely |
| 2025 | Wunderland, Kalkar            | Viktor Tingström                                              | Kai Gotthardt                                               | Dennie Olde Kalter                                           | Maik Kuivenhoven                                           | Cor Dekker Pero Ljubić Karel Sedláček Oskar Lukasiak Tytus Kanik Rusty-Jake Rodriguez Dominik Grüllich Stefaan Henderyck Maximilian Czerwinski Max Hopp Leon Weber Marvin van Velzen |